# Союз-39
«Союз-39» — пилотируемый космический корабль.

## Экипаж старта и посадки
- Командир — Владимир Александрович Джанибеков (2)
- Космонавт-исследователь — Жугдэрдэмидийн Гуррагча (монг. Гүррагчаа, Жүгдэрдэмидийн) (1) (Монголия)

## Дублирующий экипаж
- Командир — Владимир Афанасьевич Ляхов
- Космонавт-исследователь — Майдаржавын Ганзориг (Монголия)

## Описание полёта
Десятая экспедиция посещения орбитальной научной станции «Салют-6».
Восьмой международный полёт по программе «Интеркосмос». Впервые в космосе космонавт из Монголии.
В это время на станции «Салют-6» работал пятый основной экипаж — Владимир Ковалёнок и Виктор Савиных.

## Программа полёта
Программа работ международного экипажа предусматривала проведение в течение 7 дней медико-биологических, физико-технических и технологических экспериментов, а также исследование атмосферы и природных ресурсов Земли. Эти эксперименты были подготовлены совместно с учёными и специалистами СССР и МНР. Были также продолжены исследования, начатые в полётах предыдущих международных экипажей с использованием научной аппаратуры, созданной учёными стран-участниц программы «Интеркосмос» и ранее доставленной на орбитальную станцию «Салют-6».
Советско-монгольский экипаж полностью выполнил научную программу, включавшую 25 экспериментов.
Наиболее обширен был комплекс медико-биологических работ, в которых было продолжено изучение периода адаптации к невесомости:
- эксперимент «Биоритм» — с помощью электротермометра и счётчика частоты сердечных сокращений изучались особенности суточных ритмов человека в острый период адаптации;
- эксперимент «Чацаргана» — исследовались оптимизирующее влияние препарата из облепихи на обмен веществ у человека;
- эксперимент «Нептун» — изучалась разрешающая способность глаза и глубинное зрение (способность определять глубину охвата предмета) при различных уровнях освещённости;
- эксперимент «Воротник» — изучалось влияние факторов космического полёта на развитие болезни движения (болевые ощущения при движении рукой, головой и пр.).

Повторно были выполнены эксперименты «Опрос», «Анкета», «Кровообращение», «Время», «Работоспособность», «Восприятие», «Досуг».
На советской электронагревательной установке «Сплав» с программным управлением проводилось два технологических эксперимента «Алтай»: в одном исследовались процессы диффузии и массопереноса в расплаве металлов (на примере свинца и олова) и влияние на эти процессы конвективных потоков, возникающих в градиентном температурном поле; в другом выращивались монокристаллы пятиокиси ванадия в условия микрогравитации. V2O5 является полупроводником и используется для изготовления термисторов, а также служит катализатором при получении органических соединений. Структура, электрические и оптические свойства кристаллов, полученных в наземных устройствах, изучены довольно подробно. Предполагается, что кристаллы V2O5, выращенные в условиях микрогравитации и отсутствия конвекции, будут обладать более совершенной структурой.
С помощью специального устройства проводился технологический эксперимент «Эрдэнэт» по исследованию процессов диффузии и перераспределения примесей при растворении в воде и последующей кристаллизации сернокислой соли меди.
Был проведён цикл физико-технических и геофизических исследований атмосферы. Это эксперимент «Горизонт — Терминатор» (определение оптических характеристик атмосферы в районе терминатора), «Контраст» (исследование зависимости характеристик атмосферы от степени загрязнения), «Атмосфера» (отработка методики определения передаточной функции атмосферы), «Улан-Батор» (изучение оптических свойств атмосферы над городами и промышленными центрами), «Солонго» (изучение спектров отражения природных объектов с целью составления их спектрального каталога). Эти эксперименты проводились с помощью болгарского прибора «Спектр-15», а также фотоаппаратуры МКФ-6М (ГДР) и КАТЭ-140 (СССР).
В эксперименте «Излучение» космонавты с помощью диэлектрических детекторов исследовали интенсивность ядерной компоненты космических лучей в области малых энергий, а эксперимент «Голограмма» заключался в получении с помощью голографических установок «Свет» (Республика Куба) и «Фуло» (СССР) голограммы физического процесса влияния канала связи на качество изображения голограмм, передаваемых по телевидению на Землю.
Особый интерес для Монголии, как аграрно-индустриальной страны представляли эксперименты «Биосфера-Мон» и «Эрдэм», в которых космонавты проводили наблюдения и съёмки отдельных участков территории Монголии в интересах различных отраслей народного хозяйства. Полученная информация позволит исследовать особо сейсмичные зоны с целью прогноза сейсмичности основной территории МНР, изучать кольцевые структуры, рифтовые зоны, ледниковые горные системы, естественные пастбища, определять границы сухостепей и полупустынной зон и другие геолого-географические характеристики, имеющие огромное значение для народного хозяйства.
Помимо выполнения научной программы полёта, космонавты ежедневно проводили телевизионные репортажи с борта станции. Состоялась традиционная бортовая пресс-конференция, в ходе которой космонавты ответили на вопросы корреспондентов, аккредитованных в Центре управления полётом.
На орбите продолжало работать «космическое» отделение связи: двумя специальными штемпелями — советским и монгольским — были погашены конверты, предназначенные для экспонирования в музеях СССР и МНР. Четыре космонавта подписали свидетельство Международной авиационной федерации о выполнении полёта советско-монгольского экипажа.